# Vallée de Chistau
La vallée de Chistau ou vallée de Gistain (Valle de Gistaín en espagnol, Bal de Chistau en aragonais) est une vallée pyrénéenne située dans la comarque de Sobrarbe, au nord de la province de Huesca, en communauté autonome d'Aragon, Espagne.
La vallée s'étend dans la partie supérieure de la rivière Cinqueta (es). À l'ouest, le col de la Cruz de Guardia (« la Croix de Garde ») fait communiquer la vallée avec celle de Bielsa. Au nord, la vallée atteint la frontière franco-espagnole et communique avec la France par le col de Plan ou le port de Cauarère et le port de la Pez. Enfin, à l'est, le col de Sahún, à 2 000 mètres d'altitude, conduit à la vallée de Bénasque.
La vallée est entourée de sommets entre 2 000 et 3 000 mètres d'altitude, comme ceux du massif des Posets à l'est, ou du massif de Batchimale au nord. Elle est parsemée de nombreux ibones, comme ceux de Millares, Barbarisa et Basa de la Mora.
Le nord de la vallée fait partie du parc naturel de Posets-Maladeta.

## Toponymie
La vallée tire son nom de la commune de Gistaín (Chistén en aragonais), la principale des trois communes de la vallée.

## Géographie
| Massif de Suelza   | Massif de Batchimale        | Massif des Posets Massif de Perdiguère |

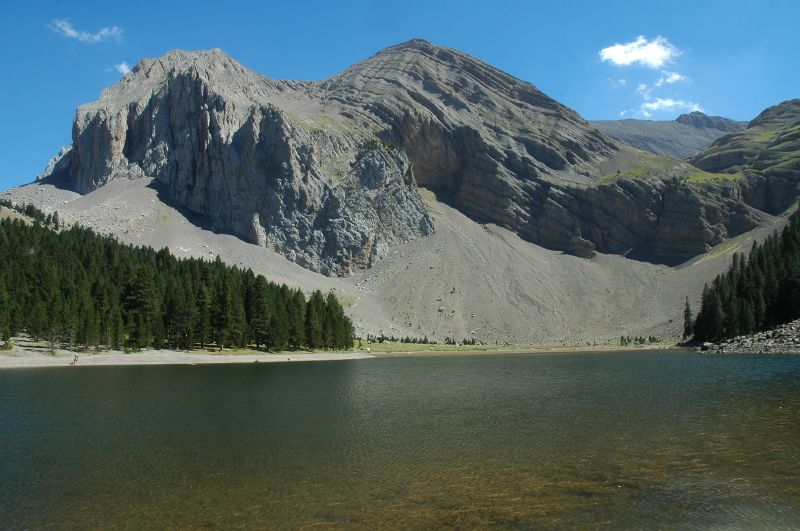
Ibón de Plan.

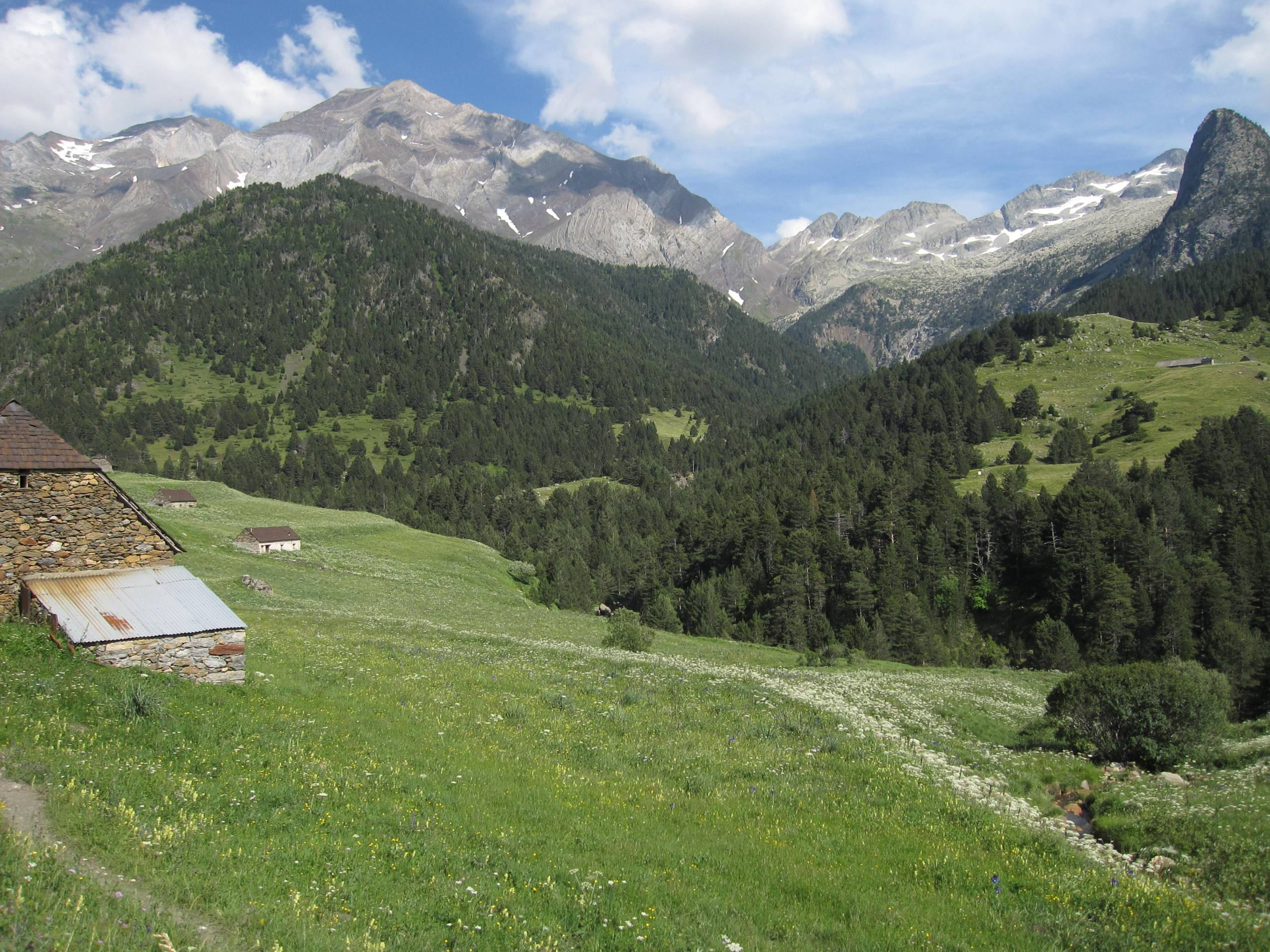
Viadós et Posets.

| Massif de Suelza   | Vallée de Chistau (Gistain) | Massif des Posets                      |
| Massif du Cotiella | Massif du Cotiella          | Massif du Cotiella                     |

## Flore
L'environnement naturel de la vallée est formé de prairies naturelles et artificielles dans sa partie basse, correspondant aux altitudes inférieures à 1 500 mètres. On y trouve en assez grand nombre des forêts de pins, quelques hêtraies ainsi qu'une sapinière. Dans les parties hautes, on retrouve la végétation alpine classique.

## Démographie
Trois communes se partagent la vallée de Chistau : Plan, San Juan de Plan et Chistau. Elles totalisent 663 habitants. Les autres lieux de peuplement sont Tella-Sin, Señes et Saravillo. La plus grande partie de l'activité est tournée vers l'élevage, l'agriculture et l'exploitation forestière.
Dans cette vallée se parle un dialecte aragonais appelé chistabino. Ce nom est également le gentilé des habitants de la vallée.